# ラブライブ!サンシャイン!! Aqours 3rd LoveLive! Tour 〜WONDERFUL STORIES〜

『ラブライブ！サンシャイン!! Aqours 3rd LoveLive! Tour ～WONDERFUL STORIES～』（ラブライブ サンシャイン アクア サード ラブライブ ツアー ワンダフル ストーリーズ）は、2019年3月6日に発売されたAqoursの映像作品。テレビアニメ第2期を引っさげて2018年6月から7月まで開催されたAqoursの3rdライブツアー『ラブライブ！サンシャイン!!  Aqours 3rd LoveLive! Tour ～WONDERFUL STORIES～』の公演の模様が収録される。

## 概要
Aqours3枚目の映像作品。11月18日に開催された4thライブ『ラブライブ！サンシャイン!! Aqours 4th LoveLive! SAILING TO THE SUNSHINE』で、Blu-rayとDVDでの発売決定が発表された。
埼玉公演のみを収録した「通常盤」がDVDとBlu-rayで発売するほか、埼玉・大阪・福岡公演を収録した「Blu-ray Memorial BOX」が発売される。
「Memorial BOX」には2枚組の特典ディスクが付属し、舞台裏メイキング映像、幕間映像が収録される。また、大阪・福岡公演は2日目の模様が収録される。
「Memorial BOX」の書き下ろしパッケージは、高海千歌役の伊波杏樹が大技であるロンダートからのバク転を見事成功した「MIRACLE WAVE」の衣装となっている。メインビジュアルと異なる衣装がイラストに使われたのは今回が初となる。

## チャート成績
3月5日付のオリコンBD総合デイリーランキングで2位にランクイン。翌日の3月6日付では1位にランクアップした。3月18日付のオリコン週間ランキングでは、音楽BD週間ランキングで初動2.3万枚を売り上げ1位にランクイン。Aqoursの映像作品が週間1位を獲得するのは初の快挙となった。通常盤DVDは音楽DVDチャートで12位にランクインし、BD/DVD合算チャートでは4位にランクインした。

## 収録内容

### 埼玉公演

#### Disc 1
1. Opening Movie
2. 未来の僕らは知ってるよ
3. 君の瞳を巡る冒険
4. “MY LIST” to you!
5. MY舞☆TONIGHT
6. 君のこころは輝いてるかい?
7. MIRACLE WAVE
8. One More Sunshine Story - 高海千歌（伊波杏樹）
9. おやすみなさん! - 国木田花丸（高槻かなこ)
10. in this unstable world - 津島善子（小林愛香）
11. Pianoforte Monologue - 桜内梨子（逢田梨香子）

#### Disc 2
1. Beginner's Sailing - 渡辺曜（斉藤朱夏）
2. RED GEM WINK - 黒澤ルビィ（降幡愛）
3. WHITE FIRST LOVE - 黒澤ダイヤ（小宮有紗）
4. New winding road - 小原鞠莉（鈴木愛奈）
5. さかなかなんだか? - 松浦果南（諏訪ななか）
6. 空も心も晴れるから
7. SKY JOURNEY
8. 恋になりたいAQUARIUM
9. Awaken the power - Saint Aqours Snow
10. WATER BLUE NEW WORLD
11. 青空Jumping Heart
12. Landing action Yeah!!
13. 勇気はどこに?君の胸に!
14. WONDERFUL STORIES

### 大阪公演

#### Disc 3
1. Opening Movie
2. 未来の僕らは知ってるよ
3. 君の瞳を巡る冒険
4. “MY LIST” to you!
5. MY舞☆TONIGHT
6. 君のこころは輝いてるかい?
7. MIRACLE WAVE
8. 空も心も晴れるから
9. 待ってて愛のうた
10. 恋になりたいAQUARIUM
11. Awaken the power - Saint Aqours Snow
12. WATER BLUE NEW WORLD
13. 青空Jumping Heart
14. Landing action Yeah!!
15. 勇気はどこに?君の胸に!
16. WONDERFUL STORIES

### 福岡公演

#### Disc 4
1. Opening Movie
2. 未来の僕らは知ってるよ
3. 君の瞳を巡る冒険
4. “MY LIST” to you!
5. MY舞☆TONIGHT
6. 君のこころは輝いてるかい?
7. MIRACLE WAVE
8. 空も心も晴れるから
9. SKY JOURNEY
10. HAPPY PARTY TRAIN
11. Awaken the power - Saint Aqours Snow
12. DROPOUT!? - Saint Snow
13. WATER BLUE NEW WORLD
14. 青空Jumping Heart
15. キセキヒカル
16. ホップ・ステップ・ワーイ!
17. 勇気はどこに?君の胸に!
18. WONDERFUL STORIES

### 特典ディスク

#### Disc 5
1. 埼玉 幕間映像1
2. 埼玉 幕間映像2
3. 埼玉 幕間映像3
4. 大阪 幕間映像1
5. 大阪 幕間映像2
6. 大阪 幕間映像3
7. 福岡 幕間映像1
8. 福岡 幕間映像2
9. 福岡 幕間映像3

#### Disc 6
1. Making of LoveLive! Sunshine!! Aqours 3rd LoveLive! Tour 〜WONDERFUL STORIES〜

## ライブツアー
Aqoursの3rdライブ。2ndに引き続きツアー形式となった。計6公演で約12万人を動員。福岡公演は西日本豪雨災害の影響を受け、来場できなかった客を対象にチケットの払い戻しを実施した。大阪公演は終演翌日に大阪府北部地震が発生し、多数の帰宅困難者を出すなど、複数の災害に見舞われた。
|        | 開催日   | 開演時間 | 会場                                                  |
| 2018年 | 2018年   | 2018年   | 2018年                                                |
| ------ | -------- | -------- | ----------------------------------------------------- |
| 1      | 06月09日 | 017:00   | 西武ドーム （メットライフドーム<現：ベルーナドーム>） |
| 1      | 06月10日 | 017:00   | 西武ドーム （メットライフドーム<現：ベルーナドーム>） |
| 2      | 06月16日 | 017:00   | 大阪城ホール                                          |
| 2      | 06月17日 | 016:00   | 大阪城ホール                                          |
| 3      | 07月07日 | 017:00   | マリンメッセ福岡                                      |
| 3      | 07月08日 | 016:00   | マリンメッセ福岡                                      |

## 関連イベント

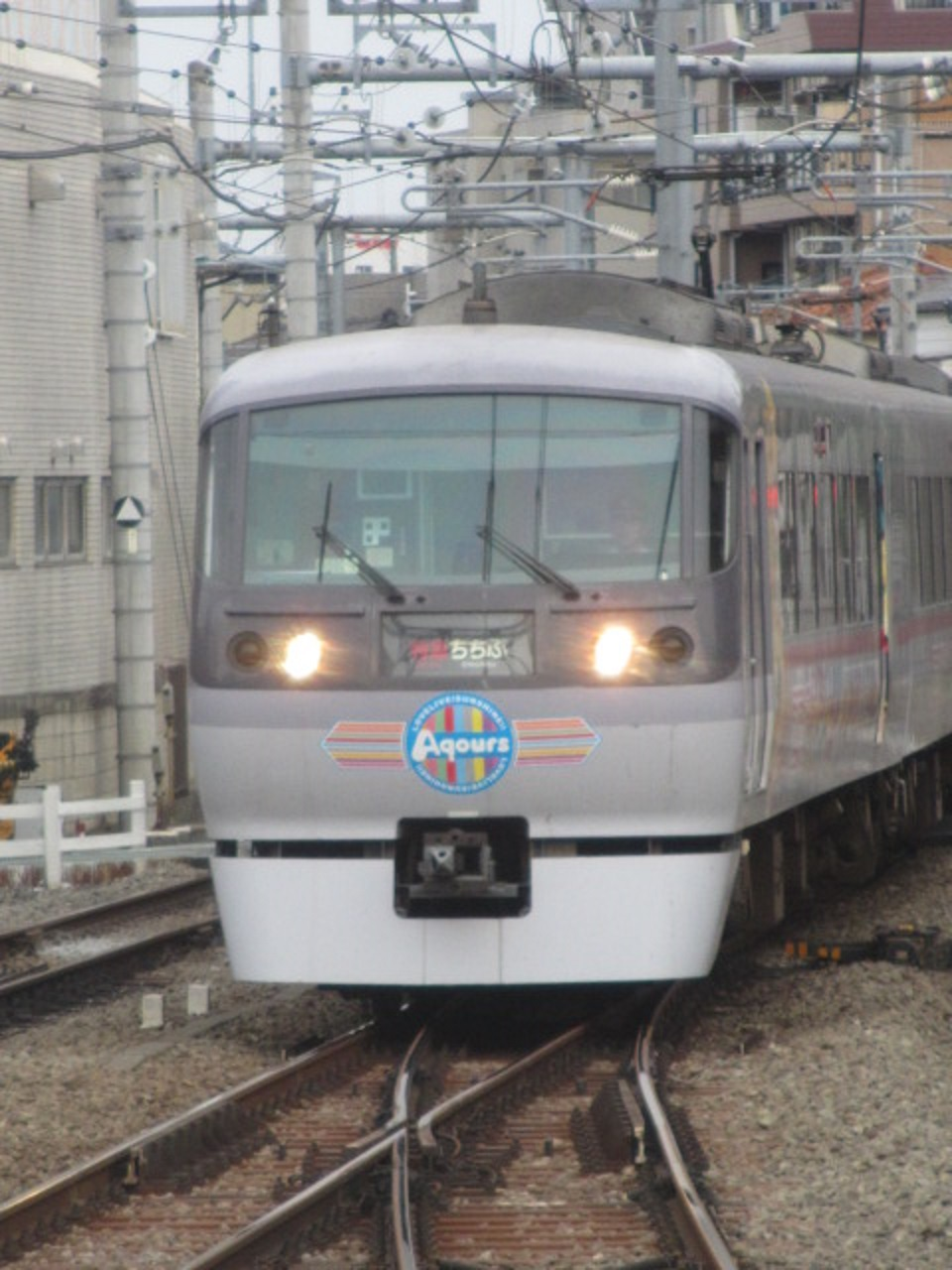
ラッピングされた10102編成
（特急ちちぶ 東長崎駅）

- 西武鉄道 - 西武ドーム公演に関連して、前回と同様、西武池袋線・秩父線においてラッピング車両（小手指車両基地所属 10000系レッドアローを使用）の運行（5月11日から6月23日まで）やスタンプラリーなどのイベントを実施。またライブ開催当日と前日物販実施日となる6月8日は、この車両を使用した団体臨時列車も運転されている[4]。

|                    | ← 飯能・西武球場前池袋・西武秩父 →  |                            |                            |                            |                            |                            |                                       |
| 号車番号           | 1号車                               | 2号車                      | 3号車                      | 4号車                      | 5号車                      | 6号車                      | 7号車                                 |
| 配置されたメンバー | (飯能寄) 高海千歌 (池袋寄) 松浦果南 | 桜内梨子                   | 黒澤ダイヤ                 | 渡辺曜                     | 津島善子                   | 国木田花丸                 | (飯能寄) 小原鞠莉 (池袋寄) 黒澤ルビィ |
| 補足               | 飯能駅で進行方向入れ替わり          | 飯能駅で進行方向入れ替わり | 飯能駅で進行方向入れ替わり | 飯能駅で進行方向入れ替わり | 飯能駅で進行方向入れ替わり | 飯能駅で進行方向入れ替わり | 飯能駅で進行方向入れ替わり            |